# Rubén Mendoza Ayala
Rubén Mendoza Ayala (Tlalnepantla de Baz, Estado de México, 2 de febrero de 1961 - Playa del Carmen, Quintana Roo; 17 de abril de 2016) fue un abogado, político y empresario mexicano, oriundo del municipio de Tlalnepantla de Baz, estado de México. Licenciado en Derecho, egresado de la Universidad Nacional Autónoma de México ENEP Acatlán, poseía estudios de Posgrado en Ciencia Política Comparada por la Universidad de Cambridge, Inglaterra y Especialidad en Estudios de Estados Unidos por la UCSD de San Diego, California.

## Carrera política
Desde 1975 se dedicó a la política profesional, en especial en el municipio de Tlalnepantla de Baz, estado de México. 
Desde los 14 años de edad incursionó en la vida ciudadana de su comunidad, fundando en aquel momento la Asociación Juvenil de Valle Dorado, con el objeto de demandar al entonces gobierno municipal algunos servicios públicos que a su parecer decía que necesitaba su comunidad.
Durante los años de estudios profesionales en la ENEP Acatlán Universidad Nacional Autónoma de México, mientras cursaba la Licenciatura en Derecho, fundó la Plataforma Juvenil Universitaria, que asesoraba a la ciudadanía sobre sus derechos y garantías sociales e individuales. En la época de la Escuela Profesional, conoció a Rubén Islas y otros personajes de importancia en la política de nuestros días.
Su carrera como político profesional inició en las filas del PRI (Partido Revolucionario Institucional), en donde fue dirigente de la CNOP y el Frente Juvenil Revolucionario. Sin embargo, tras una serie de controversias al interior del instituto político, se afilió al PAN el 31 de mayo de 1996, con el aval del exdirigente nacional de ese instituto político Carlos Castillo Peraza. Desde esa plataforma política sería diputado federal, presidente municipal de Tlalnepantla de Baz, así como delegado del Consejo Nacional del Partido Acción Nacional. Por último, durante las elecciones para gobernador del Estado de México de 2005, fue candidato por el partido albiazul; tras su derrota, fue expulsado del PAN después de 13 años de militancia y haberse convertido en uno del personajes más conocidos de ese partido en la región metropolitana de la Ciudad de México. Tras su derrota por la vía democrática apareció de forma intermitente en la política local. En 2006 hizo un intento fallido por regresar a las boletas electorales. En 2009 apoyó por su propia voluntad el proyecto político de Arturo Ugalde Meneses, realizando labores de operación política para el Partido Revolucionario Institucional (PRI). No obstante, en 2010 inició una serie de actividades de promoción personal con el fin de lanzarse por el Partido de la Revolución Democrática (PRD) en las elecciones del año 2012. Su precampaña "ciudadana" abarcó poco más de 18 meses continuos de trabajo, sin que esto le reportara un resultado favorable.

## Tlalnepantla 2000-2003
Durante su gobierno como alcalde de Tlalnepantla de Baz (2000-2003), gestionó con éxito algunas de las siguientes obras: el encarpetamiento con concreto hidráulico de la Av. Mario Colín, parte del anillo periférico, el embovedamiento del río de los Remedios en el tramo del Rosario, así como también la instalación del Call-Center del desaparecido 072. Al mismo tiempo, recibió diversos señalamientos entre los que destacan haber sido el funcionario público mejor pagado del país, incluso por encima del presidente Vicente Fox Quesada; así también fue criticado debido a que su madre, Nora Bertha Ayala de Mendoza, durante ese periodo cobró, como presidenta del DIF municipal, más de cuatro millones de pesos.

## Cargos públicos y vida profesional
Durante su carrera profesional ha sido maestro universitario, articulista y columnista en El Financiero, El Sol de TolucaEyl Universal, . Fue diputado Federal por el 16 Distrito Electoral Federal del Estado de México, Presidente Municipal de Tlalnepantla de Baz y en 2005 contendió contra Enrique Peña Nieto por la Gubernatura del Estado de México, perdiendo por una significativa proporción de votos, obteniendo 936,615 sufragios que representaron el 24.7% de la votación.
Durante los últimos meses de 2010 y los años 2011 y 2012, participó en actos de promoción personal, así como de proselitismo político, antes de ser nombrado Candidato a la Presidencia Municipal de Tlalnepantla de Baz, en esta ocasión por el Partido de la Revolución Democrática (PRD) en coalición con Movimiento Ciudadano (MC), antes conocido como Convergencia, se ha autonombrado el principal opositor a la privatización del Sistema de Recolección de Basura del Municipio de Tlalnepantla de Baz y a la Privatización de los Deportivos Públicos Municipales.

## Consejo Cívico de Tlalnepantla
En noviembre de 1995 formó el denominado Consejo Cívico de Tlalnepantla A.C., plataforma política a través de la cual ha formado un grupo de ciudadanos que se han involucrado en la atención de problemas sociales. Así desde hace más de 15 años, el Consejo Cívico de Tlalnepantla A.C., también conocido como COCIT, para unos ha representado un baluarte político-ciudadano que estableció un mecanismo de acercamiento político con la ciudadanía de Tlalnepantla de Baz, como para otros, un simple escaparate para las largas campañas electorales que Mendoza Ayala ha realizado en busca de obtener un cargo público. Sin embargo, entre sus detractores se encuentran aquellos que señalan que la asociación civil, es y ha sido, la fachada de las actividades de promoción personal de Rubén Mendoza Ayala, muestra de lo último sería evidente que después de casi una década sin funcionar en noviembre de 2009, en donde fueran las oficinas de campaña de Arturo Ugalde Meneses, el COCIT comenzó a funcionar de nuevo, como plataforma para las elecciones del 2012.

## Elecciones 2012
En los comicios, que tuvieron lugar, el domingo 1° de julio de 2012, Rubén Mendoza Ayala, fue vencido por el abanderado del Partido Revolucionario Institucional, aliado, con el Partido Verde Ecologista de México y Nueva Alianza; Pablo Basáñez García.

## Muerte
Falleció el 17 de abril de 2016 en la ciudad de Playa del Carmen, Quintana Roo, a causa de un paro cardiaco.